# Christopher Dudley
Christopher Allen Dudley, más conocido como Chris Duddley es un músico norteamericano, Chris forma parte de Underoath desde el año 2000.

## Historia

### Carrera musical (2000-presente)
En el año 2000 Chris se unió a la banda de deathcore Underoath, a pesar de que experimentó con los teclados, ya que nunca tocó uno antes de su adición a la banda, a tal punto que al momento de preguntársele que tipo de teclados tocaba, para así subir la información a la página web de la banda, ni siquiera conocía qué modelo estaba usando hasta ese momento. Para la grabación de su tercer álbum, The Changing of Times (2002), Chris empezó a utilizar los sintetizadores y en ocasiones, la programación, así como en vivo, los samplers.
Chris participó activamente en los siguientes álbumes de la banda, They're Only Chasing Safety (2004), Define the Great Line (2006), Lost In The Sound Of Separation (2008) y el más reciente, Ø (Disambiguation) (2010), en este se destaca más el uso de la programación.
En su estancia en Underoath, Chris es el miembro más antiguo que queda, desde la época de Old Underoath, con Dallas Taylor (voz). Chris y Aaron Gillespie (batería/voz) eran los miembros más antiguos, pero Gillespie se retiró en abril del 2010, por otros proyectos musicales.
Desde el año 2006, Chris participa en una banda paralela, The Roman Carnival of 1510, junto a Keith Buckley de Every time I Die, a pesar de los años, la banda no ha lanzado nada por el momento.
Actualmente, Chris fue convocado a tocar sintetizador en el tercer álbum de la banda de post-hardcore Blessthefall, el que está siendo grabado, para ser lanzado a finales del 2011.

### Vida personal
Dudley nació en Georgia, Atlanta, Estados Unidos y actualmente vive en Dallas, Georgia, con su nueva esposa, Dawn Dudley, los cuales fueron padres de gemelos, nacidos en enero del 2008 aproximadamente. Su músico favorito es Ryan Primack de Poison The Well.
Chris usa un Teclado Roland XP 60, un Korg Electribe EA-1, un Sampler Boss SP-505. También Chris es fanático de Jimmy Eat World, Sigur Rós, Pantera, Guns N' Roses y Creedence Clearwater Revival. En sus ratos libres ama leer la Biblia.

## Discografía
- Cries of the Past (LP, 2000)
- The Changing of Times (LP, 2002)
- They're Only Chasing Safety (LP, 2004)
- Define the Great Line (LP, 2006)
- 777 (DVD, 2007)
- Survive, Kaleidoscope (CD/DVD, 2008)
- Lost In The Sound Of Separation (LP, 2008)
- Live at Koko (CD/DVD, 2010)
- Ø (Disambiguation) (LP, 2010)
- Erase Me (LP, 2018)
- Voyeurist (2022)
- The Place After This One (LP, 2025)

### Sencillos
| Año  | Canción                                               | Álbum                           |
| ---- | ----------------------------------------------------- | ------------------------------- |
| 2002 | "When the Sun Sleeps"                                 | The Changing of Times           |
| 2004 | "Reinventing Your Exit"                               | They're Only Chasing Safety     |
| 2004 | "It's Dangerous Business Walking out Your Front Door" | They're Only Chasing Safety     |
| 2006 | "Writing on the Walls"                                | Define the Great Line           |
| 2006 | "In Regards to Myself"                                | Define the Great Line           |
| 2007 | "You're Ever So Inviting"                             | Define the Great Line           |
| 2007 | "A Moment Suspended in Time"                          | Define the Great Line           |
| 2008 | "Desperate Times, Desperate Measures"                 | Lost In The Sound Of Separation |
| 2009 | "Too Bright to See, Too Loud to Hear"                 | Lost In The Sound Of Separation |
| 2010 | "In Division"                                         | Ø (Disambiguation)              |

## Videografía
| Año  | Canción                                               | Director          |
| ---- | ----------------------------------------------------- | ----------------- |
| 2002 | "When the Sun Sleeps"                                 | Darren Doane      |
| 2004 | "Reinventing Your Exit"                               | Acquastrada       |
| 2004 | "It's Dangerous Business Walking out Your Front Door" | Josh Graham       |
| 2006 | "Writing on the Walls"                                | Popcore Films     |
| 2006 | "In Regards to Myself"                                | Popcore Films     |
| 2007 | "You're Ever So Inviting"                             | Popcore Films     |
| 2007 | "A Moment Suspended in Time"                          | Popcore Films     |
| 2008 | "Desperate Times Desperate Measures"                  | Walter Robot      |
| 2009 | "Too Bright to See Too Loud to Hear"                  | Popcore Films     |
| 2010 | "In Division"                                         | James Edwin Myers |